# Svobodný stát (provincie)
Svobodný stát (anglicky Free State, afrikánsky Vrystaat) je provincie Jihoafrické republiky. Vznikla přejmenováním Oranžska po začlenění bantustanu QwaQwa v roce 1995. Její rozloha je 129 480 km².

## Obyvatelstvo
V roce 2001 žilo na území provincie 2 706 775 obyvatel, z toho 64,4 % tvoří národnost Sotho a 11,9 % Afrikánci. Hlavním městem je Bloemfontein.

## Poloha
Provincie Svobodný stát hraničí s dalšími šesti provinciemi Jihoafrické republiky – na jihu s Východním Kapskem, na západě se Severním Kapskem, na severu se Severozápadní provincií, Gautengem, Mpumalangou a na východě s provincií KwaZulu-Natal. Na jihovýchodě hraničí se státem Lesotho.

## Příroda
Svobodný stát se rozkládá v nadmořské výšce 1 200 až 1 800 m na vnitrozemské planině, která se na východě směrem k Dračím horám zvedá do výšky 2 300 m. Podnebí je subtropické a suché. Množství ročních srážek klesá směrem z východu na západ od 900 mm do 250 mm. Největší řekou je Orange s přítoky Vaal a Kaledon. V roce 1972 na ní byla vybudována přehradní nádrž u Norfalspontu. Rostlinstvo je převážně stepní s keři na úrodných hnědozemích a šedozemích. Na jihozápadě je keřovitá polopoušť.